# 網野子バイパス
網野子バイパス（あみのこバイパス）は、鹿児島県奄美市住用町から大島郡瀬戸内町までの国道58号のバイパス。

## 概要
所要時間を短縮し、交通量の増加に対応するため、急峻な峠道で坂やカーブの多い網野子峠をトンネルで貫く延長約6.8kmのバイパスが計画され、2003年（平成15年）に着工、2015年（平成27年）3月に全線開通した。事業費は約150億円、交通量は2010年（平成22年）交通センサスによれば1日あたり約2750台である。
網野子トンネル、勝浦トンネルの2つのトンネルを主体として構成されており、2018年に北薩横断道路の北薩トンネルが開通するまでは、網野子トンネルは鹿児島県内最長の道路トンネルであった。自動車専用道路以外の道路トンネルとしては最長である。

## トンネル

### 網野子トンネル
- 起点：鹿児島県奄美市住用町大字役勝
- 終点：鹿児島県大島郡瀬戸内町大字節子
- 貫通：2012年（平成24年）12月26日
- 開通：2015年（平成27年）3月22日
- 全長：約4,243m
- 2車線道路

### 勝浦トンネル
- 起点：鹿児島県大島郡瀬戸内町大字勝浦
- 終点：鹿児島県大島郡瀬戸内町大字勝浦
- 貫通：2008年（平成20年）
- 開通：2010年（平成22年）3月19日
- 全長：約1,122m
- 2車線道路

## 沿革
- 2003年（平成15年）：工事開始。
- 2008年（平成20年）：勝浦トンネル貫通。
- 2010年（平成22年）3月19日：勝浦トンネル供用開始。
- 2010年（平成22年）秋：網野子トンネルの掘削を開始。
- 2012年（平成24年）12月26日：網野子トンネル貫通。
- 2015年（平成27年）3月22日：バイパス全体の供用開始。

## 区間
- 始点：鹿児島県奄美市住用町大字役勝
- 終点：鹿児島県大島郡瀬戸内町大字勝浦

## 周辺
- 網野子峠
- 瀬戸内阿木名郵便局
- 勝浦簡易局
- 節子簡易局
- 伊須湾

## 隣
国道58号
地頭トンネル -  網野子バイパス(勝浦トンネル - 網野子トンネル) - 石釜トンネル